# 2 хилядолетие пр.н.е.
| 30 | 29 | 28 | 27 | 26 | 25 | 24 | 23 | 22 | 21 | 20 | 19 | 18 | 17 | 16 | 15 | 14 | 13 | 12 | 11 | 10 | 9 | 8 | 7 | 6 | 5 | 4 | 3 | 2 | 1 | пр.н.е. << >> сл.н.е. | 1 (1–1000) | 2 (1001–2000) |

Второто хилядолетие (II) обхваща периода от началото на 2000 г. пр.н.е. до края на 1001 г. пр.н.е.

## Събития
- 19 век пр.н.е. – Хетско царство в Анатолия
- 18 век пр.н.е. – Вавилон става регионален център на власт
- 16 век пр.н.е. – Микенска цивилизация
- 15 век пр.н.е. – залез на Минойската цивилизация (край 1375 пр.н.е.) на Крит
- 14 век пр.н.е. – библейско начало на монотеизъмa
- 13 век пр.н.е. – основаване на Древна Атина (1235 пр.н.е.)
- 12 век пр.н.е. – според Библията Ханаан е завладян от евреите, т.е. от арамеите

## Изобретения, открития
- 20 век пр.н.е. – първите ветроходни кораби
- Индия развива кастовата система
- Китай открива комета
- Опитомяване на камилата и започване на търговията с кервани
- 17 век пр.н.е. – първите сричкови надписи (1630 пр.н.е.)
- 14 век пр.н.е. – първите гръцки надписи

## Личности
- Авраам – „бащата на народа на Израил“ (* 1948 пр.н.е.)
- 18 век пр.н.е. – Хамурапи, цар на Вавилон
- 15 век пр.н.е. – Хатшепсут, жена-фараон от Древен Египет от 18-а династия
- 14 век пр.н.е. – Ехнатон, египетски фараон от 18-а династия
- 14 век пр.н.е. – Тутанкамон, египетски фараон от 18-а династия
- 13 век пр.н.е. – Рамзес II, египетски фараон от 19-а династия
- 13 век пр.н.е. – Салманасар I обединява Асирия (1276 пр.н.е.)
- Тезей – легендарен цар на Атина (упр. 1234 – 1204 или 1213 пр.н.е.)
- Саул – първият цар на евреите (1000 пр.н.е.)
- Моисей – еврейски пророк